# 永犬丸站
永犬丸站（日语：／ Einomaru eki */?）是位於福岡縣北九州市八幡西區里中一丁目324番3號，筑豐電氣鐵道筑豐電氣鐵道線車站。車站編號為CK08。

## 歷史
- 1956年（昭和31年）3月25日 - 車站啟用。
- 1962年（昭和37年）9月1日 - 渡線停用。
- 2013年（平成25年）5月1日 - 關閉定期票、回數票售票處。

## 車站構造
車站是一座地面車站，設有2面2線的相對式月台。此站是無人車站。在2013年4月前，此站設有定期票售票處。曾經此站設有折返列車班次。

### 月台
| 月台 | 路線        | 方向               | 備註 |
| ---- | ----------- | ------------------ | ---- |
| 1    | ■筑豐電鐵線 | 楠橋、筑豐直方方向 |      |
| 2    | ■筑豐電鐵線 | 穴生、黑崎站前方向 |      |

※實際上沒有月台編號，上述的編號只用作列車運輸指令上使用。

## 使用狀況
在2019年度，1日平均上下車人次為1,183人。以下為近年1日平均乘車人次列表。
| 年度 | 1日平均 乘車人次 | 1日平均 上下車人次 |
| ---- | ---------------- | ------------------ |
| 2011 | 706              | 1,346              |
| 2012 | 705              | 1,400              |
| 2013 | 756              | 1,493              |
| 2014 | 700              | 1,385              |
| 2015 | 712              | 1,409              |
| 2016 | 721              | 1,426              |
| 2017 | 708              | 1,401              |
| 2018 | 663              | 1,296              |
| 2019 |                  | 1,183              |

## 車站周邊
車站周邊是幽靜的住宅區。
- 北九州市立永犬丸小學（日语：北九州市立永犬丸小学校）
- 北九州市立永犬丸中學（日语：北九州市立永犬丸中学校）
- 福岡縣立八幡南高等學校（日语：福岡県立八幡南高等学校）
- 第二文化幼稚園
- 八幡南幼稚園
- 八幡永犬丸郵便局
- 榊姬神社
- 八幡厚生醫院
- 西鐵巴士北九州（日语：西鉄バス北九州）「筑鐵永犬丸」巴士站 - 於站前縣道中間引野線（日语：福岡県道48号中間引野線）上。
  - 74,74-1,74-2：養福寺、引野口（日语：引野口）、泉浦、則松、皇后崎、黑崎（日语：黒崎 (北九州市)）、折尾站西出口方向

## 相鄰車站
筑豐電氣鐵道
筑豐電氣鐵道線
今池（CK07）－永犬丸（CK08）－三森（CK09）

## 注腳
1. ↑  鉄道事業｜企業・グループ情報《西鉄について》 （页面存档备份，存于）（日語） 令和元年度 駅別乗降人員
2. ↑  国土数値情報　駅別乗降客数データ  （页面存档备份，存于）（日語） - 國土交通省，2020年9月19日參閲
3. ↑  平成24年度版 九州運輸要覧 （页面存档备份，存于）（日語） - 2020年9月19日參閲
4. ↑  平成25年度版 九州運輸要覧 （页面存档备份，存于）（日語） - 2020年9月19日參閲
5. ↑  平成26年度版 九州運輸要覧 （页面存档备份，存于）（日語） - 2020年9月19日參閲
6. ↑  平成27年度版 九州運輸要覧 （页面存档备份，存于）（日語） - 2020年9月19日參閲
7. ↑  平成28年度版 九州運輸要覧 （页面存档备份，存于）（日語） - 2020年9月19日參閲
8. ↑  平成29年度版 九州運輸要覧 （页面存档备份，存于）（日語） - 2020年9月19日參閲
9. ↑  平成30年度版 九州運輸要覧 （页面存档备份，存于）（日語） - 2020年9月19日參閲
10. ↑  令和元年度版 九州運輸要覧 （页面存档备份，存于）（日語） - 2020年9月19日參閲